# Parafia Nawiedzenia Najświętszej Maryi Panny w Ostrołęce
Parafia pw. Nawiedzenia Najświętszej Maryi Panny w Ostrołęce – parafia należąca do dekanatu Ostrołęka – Nawiedzenia Najświętszej Maryi Panny, diecezji łomżyńskiej, metropolii białostockiej. Skupia ona 11 300 wiernych. Proboszczem parafii jest ks. Wiesław Białczak.

## Historia parafii
Parafię erygowano w 1339 r. z fundacji księcia mazowieckiego Janusza. 
Do 1978 r. w Ostrołęce była jedyną w mieście. Funkcjonowała przy kościele pw. Nawiedzenia Najświętszej Maryi Panny.
1 września 1978 r. przeniesiono siedzibę parafii do kościoła św. Antoniego, a dotychczasowy kościół parafialny Nawiedzenia Najświętszej Maryi Panny stał się na pewien czas kościołem filialnym.
1 stycznia 1982 r. przy kościele Nawiedzenia Najświętszej Maryi Panny została erygowana parafia pw. Nawiedzenia Najświętszej Maryi Panny przez biskupa łomżyńskiego Mikołaja Sasinowskiego.

## Obszar parafii
Z terytorium parafii powstały nowe parafie
- 1 września 1978 r. - Parafia pw. św. Antoniego Padewskiego w Ostrołęce
- w 1987 r. - Parafia pw. Najświętszej Maryi Panny Częstochowskiej w Obierwi
- w 1992 r. - Parafia pw. Miłosierdzia Bożego w Łęgu Starościńskim
- w 1993 r. - Parafia pw. Najświętszej Maryi Panny Królowej Polski w Olszewie-Borkach

W granicach parafii znajdują się miejscowości
- Antonie (4-5 km),
- Białobiel (4 km),
- Białobrzeg Bliższy (4-5 km),
- Białobrzeg Dalszy (7 km),
- Drężewo (3 km),
- Gnaty (4 km),
- Kruki (4 km),
- Łazy (5 km),
- Łęg Przedmiejski (część) (4 km),
- Siemnocha (5 km),
- Zabrodzie (3-4 km)

oraz ulice Ostrołęki
- Akacjowa,
- Batorego,
- Plac Bema,
- Bojowników,
- Brzozowa,
- ks. Brzóski,
- Bukowa,
- Chemiczna,
- Stefana Chomicza,
- Chopina,
- Ciasna,
- Cicha,
- Cisowa,
- Czarnieckiego,
- Czeczotka,
- Dębowa,
- Dolna,
- Farna,
- płk. Edwarda Filochowskiego „Sana”,
- Fortowa,
- Gospodarcza,
- Grabowa,
- Grodzka,
- Jabłoniowa,
- Jagiełły,
- Jałowcowa,
- Jana Kazimierza,
- Jarzębinowa,
- Jesionowa,
- Jodłowa,
- Juranda,
- Berka Joselewicza,
- Kasztanowa,
- Kaszubska,
- Kickiego,
- Kmicica,
- S. Konwy,
- Kosynierów,
- Kościuszki,
- Księcia Siemowita,
- Kujawska,
- Kurpiowska,
- Leszczynowa,
- Leszczyńskiego,
- Leśna,
- 22 Lipca,
- Lipowa,
- Łęczysk,
- Plac 1 Maja,
- Marsowa,
- Mazowiecka,
- Mazurska,
- Modra,
- Modrzewiowa,
- Mostowa,
- Nadnarwiańska,
- Nowa,
- Nowomiejska,
- Obozowa,
- Obrońców,
- Ogródkowa,
- Okopowa,
- Olszynowa,
- Orła Bielika,
- Orzeszkowej,
- Otok,
- Padlewskiego,
- Pamięci Narodowej,
- Plac Papieża Jana Pawła II,
- Pionierów,
- Kazimierza Piotrowskiego,
- Pisarki,
- Podbipięty,
- Podchorążych,
- Pogodna,
- Pomorska,
- Poprzeczna,
- Pstrowskiego,
- Redutowa,
- Reymonta,
- Rybacka,
- Sienkiewicza,
- Sierakowskiego,
- Skrzetuskiego,
- Słoneczna,
- Sobieskiego,
- Sobótkowa,
- Sosnowa,
- Antoniego Spiro,
- Spokojna,
- Sportowa,
- Staniszewskiego,
- Szarych Szeregów,
- Szpitalna,
- Sztabowa,
- Szwedzka,
- Śląska,
- Świerkowa,
- Świętokrzyska,
- Topolowa,
- Traugutta,
- Walecznych,
- Warmińska,
- Warszawska,
- Wąska,
- Wiązowa,
- Wierzbowa,
- Wioślarska,
- Witosa,
- Wołodyjowskiego,
- Zagłoby,
- Zawiszy,
- Zyndramma,
- Zwycięzców,
- Żuławska.

## Proboszczowie parafii od 1919 r.
- ks. Władysław Serejko (1919–1931);
- ks. Edmund Walter (1932–1940);
- ks. Eugeniusz Kłoskowski (1941–1945);
- ks. Eugeniusz Gosiewski (1945–1949);
- ks. Bronisław Tałandzewicz (1950–1970);
- ks. Józef Biernacki (1970–1978);
- ks. infułat Zygmunt Żukowski (1982–2010);
- ks. Wiesław Białczak (2010–obecnie);